# Rojo fama contrafama (Perú)
Rojo fama contrafama (Perú) fue un programa de televisión peruano adaptado del programa chileno Rojo. Fue emitido por Frecuencia Latina, conducido por Cristian Rivero, y como reportera Jimena Espinosa; en donde un grupo de jóvenes talentosos deben participar según su categoría (bailarín o cantante) con el fin de no ser eliminados y poder ganar un gran premio final.
Se estrenó el 7 de enero de 2013, presentando a los participantes que van a competir en esta temporada, que son: 12 bailarines y 12 cantantes. El jurado está compuesto por la directora July Naters, la bailarina profesional Vania Masías Málaga y el cantante Diego Dibós.

## Mecánica
Se trata de dos competencias en paralelo, una de canto y otra de baile, cada una con 12 participantes.
Los dos primeros días de la semana, los participantes de cada categoría se enfrentarán entre sí para demostrar su talento y obtener las mejores calificaciones.
Jóvenes desde los 17 hasta los 25 años se enfrentarán en dos competencias paralelas. Son 12 participantes en la competencia de baile y 12 en la competencia de canto. Después de 12 semanas de competencia habrá 2 ganadores de cada una de las categorías. Los participantes en capilla desafían a duelos a sus rivales. El premio son 10 mil dólares para cada uno de los finalistas.
Primero se presentan los concursantes, posteriormente cada jurado le pone una nota a cada concursante según su presentación, notando la calidad, la interpretación, el esfuerzo, entre otros factores. El público participa mediante la votación telefónica, votando por su cantante o bailarín preferido. Luego de las dos presentaciones de cada participante en su categoría, se determinan los participantes que pasan a la llamada "capilla".
Estar en "capilla" significa quedar en riesgo de abandonar el programa, si no se es salvado por el público, el jurado, los profesores o sus propios compañeros. Antes de conocer a los sentenciados, se realiza el blindaje de uno de los participantes, que significa que no puede ir a capilla de ninguna manera (público, nota y azar). Los dos participantes menos votados por el público, más los dos con las notas más bajas de la semana (tres en casos de doble eliminación) y un quinto participante que irá a sentencia por el azar, ya que todos deberán sacar una bolita de un cuenco y quien saque la bolita negra irá a capilla.
En el programa de eliminación, los participantes en capilla realizan su presentación; posteriormente al final del programa, un participante es salvado por el público, otro por el jurado y otro por los profesores. Los dos restantes (tres en casos de doble eliminación) deberán someterse al juicio de sus propios compañeros, ésta se realiza mediante una votación en la cual cada participante (cada uno en su categoría) deberá ponerse detrás del participante en riesgo que desee que continúe en el programa, pudiendo usar cualquier parámetro (talento, amistad o esfuerzo), y el menos votado abandonará el concurso.

## Primera temporada
La primera y única temporada de Rojo Perú inició el lunes 7 de enero de 2013 en donde fueron presentados los participante del casting. El día viernes 11 de enero fueron seleccionados los 12 cantantes y 12 bailarines que participarán en la competencia. El jurado está compuesto por: July Naters, Vania Masías Málaga y Diego Dibós. El programa fue presentado por Cristian Rivero.
Finalizó el día miércoles 27 de marzo de 2013, siendo Jhonny Lau el ganador en la categoría "Cantantes" y Karen Tokashiki la ganadora en la categoría "Bailarines".